# Castillo-Albaráñez
Castillo-Albaráñez es un municipio y localidad española de la provincia de Cuenca, en la comunidad autónoma de Castilla-La Mancha. El término municipal tiene una población de 21 habitantes (INE 2024).

## Geografía

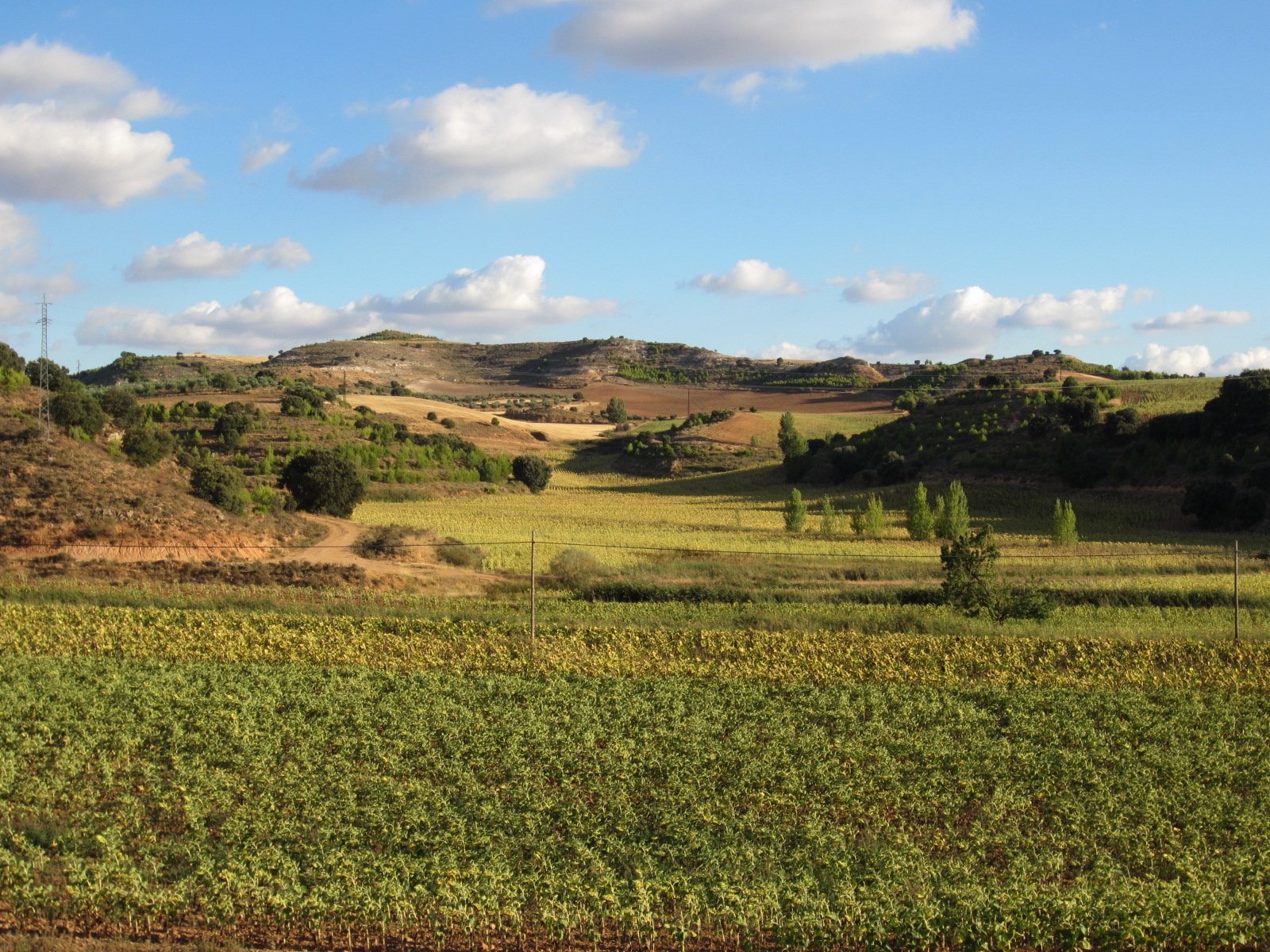
Campos de girasol desde la Piedra Llana

Castillo de Albaráñez es un exponente de la geografía típica de la Alcarria conquense. El clima de la zona es de tipo mediterráneo con clara influencia continental debido a la altitud, de más de 800 m sobre el nivel del mar.
En la vegetación predomina el monte bajo típico de la alcarria, con gran variedad de arbusto y matorral: espliego, jara, tomillo, romero y aliaga. Entre las especies de arbolado predominan el olmo, el pino autóctono y de repoblación, la encina (denominada aquí como carrasca o chaparra) y el chopo (en las márgenes de los barrancos y caminos). Los cultivos más importantes son el cereal, el girasol y el olivo.

## Historia
La villa fue reconquistada en tiempos por las tropas del Cid Campeador, de las cuales quedó como señor de la villa el capitán Álvar Fáñez de Minaya, primo del Cid Campeador, quedando éste como señor de la villa y construyendo una fortaleza de la que más adelante la villa tomó el nombre.
A mediados del siglo XIX, el lugar tenía contabilizada una población de 174 habitantes. La localidad aparece descrita en el sexto volumen del Diccionario geográfico-estadístico-histórico de España y sus posesiones de Ultramar de Pascual Madoz de la siguiente manera: 

CASTILLO DE ALBARAÑEZ: v. con ayunt. en la prov. y dióc. de Cuenca (5 leg.), part. jud. de Priego (3), aud. terr. de Albacete (30), c. g. de Madrid: sit. sobre un cerro cuyas faldas estan pobladas de olivares y huertas con algunos frutales: le combaten los vientos N. y S., y es mas propensa á tercianas que á otras enfermedades: tiene 56 casas, salas consistoriales, cárcel, escuela de primeras letras concurrida por 20 niños dotada con 300 rs., é igl. (Ntra. Sra. de la Asuncion) aneja de Olmedilla de Eliz, servida por un teniente; una ermita (Sta. Lucia), una fuente dentro de la pobl. y otra fuera, ambas de malas aguas. Confina el térm. N. Cañaveras (1 leg.); E. Bolliga (1); S. Arrancacepas (1/2), y O. Olmedilla de Eliz (1/2). El terreno es escabroso y de mediana calidad, y en él se encuentran restos de un cast. del tiempo de los moros. El correo se trae de Gascueña los miércoles y sábados, y se lleva los domingos y jueves. prod.: trigo, vino, aceite, azafran, patatas, toda clase de verduras, garbanzos y alazor, siendo la principal cosecha la del vino: hay cria de ganado lanar. ind.: un molino de aceite. Se comercia el alazor y azafran, se esporta algun vino y aguardiente, y se importa arroz, pescado y otros comestibles. pobl. 44 vec., 174 alm. cap. prod. 602,000 rs. imp.: 30,100 rs.; importe de los consumos 1,718 rs. 31 mrs.: el presupuesto municipal asciende á 1,200 y se cubre por reparto vecinal.
(Madoz, 1847, p. 188)

## Demografía
Castillo-Albaráñez cuenta con una población de 21 habitantes (INE 2024).
| Gráfica de evolución demográfica de Castillo-Albaráñez entre 1842 y 2021 |
| |
| Población de derecho según los censos de población del INE Población de hecho según los censos de población del INEEn este censo se denominaba Castillo de Albarañez: 1842 En estos censos se denominaba Castillo Alvarañez: 1857 y 1860 |

## Administración
| Periodo   | Nombre                 | Partido |
| --------- | ---------------------- | ------- |
| 1999-2003 | Amadeo Cañas           | PP      |
| 2003-2007 | Nieves Colmenar Bergad | PP      |
| 2007-2011 | Nieves Colmenar Bergad | PP      |

## Patrimonio

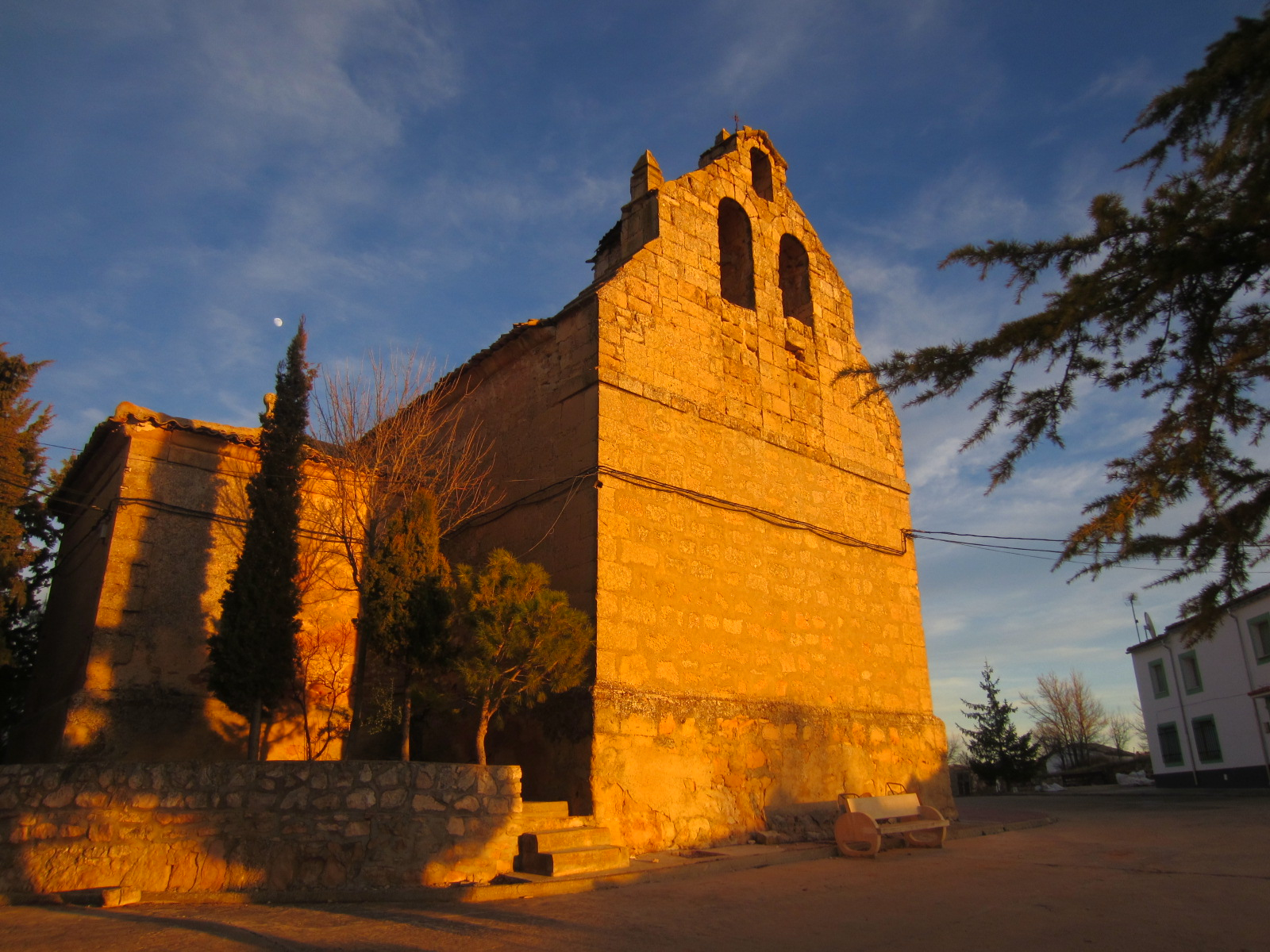
Iglesia de la Asunción (-. Espadaña construida en sillería. Vista desde el lado norte.

- Iglesia parroquial de la Asunción[1] (siglos XVI-XVII): iglesia robusta coronada por una interesante espadaña construida en sillería.
- Ermita de Santa Lucía[1] (s. XVII): Contiene un destacado retablo fechado en 1672.
- Cueva del Castillo: Únicos restos del antiguo castillo medieval. Cuenta leyenda que los restos del castillo sirvieron para construir la iglesia parroquial de la Asunción.

## Zonas recreativas

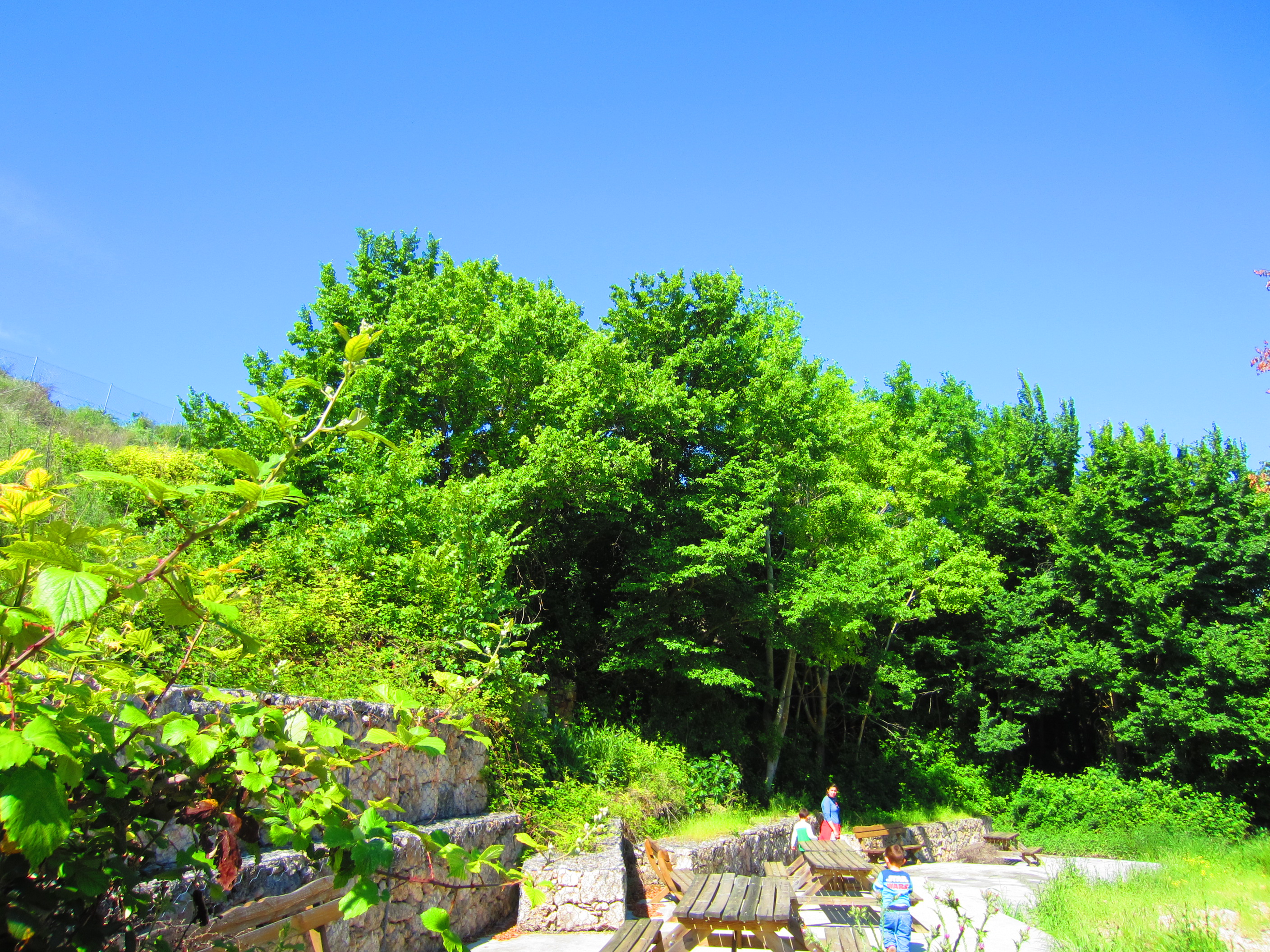
El Pilar en primavera

Muchas son las zonas de recreo que tiene Castillo de Albaráñez. Una muy destacable es la zona del Pilar. Un antiguo pilar utilizado para lavar (y para bañar a los jóvenes que no pagaban la patente) que ha sido rehabilitado como "zona de merienda". 